# Кубок Австрії з футболу 1976—1977
Кубок Австрії з футболу 1976–1977 — 43-й розіграш кубкового футбольного турніру в Австрії. Титул здобула Аустрія-ВАК (Відень).

## Календар
| Раунд        | Дата                        | Матчі | Клуби   |
| ------------ | --------------------------- | ----- | ------- |
| Перший раунд | 7-8 серпня 1976             | 22    | 54 → 32 |
| 1/16 фіналу  | 29 вересня - 26 жовтня 1976 | 16    | 32 → 16 |
| 1/8 фіналу   | 1-3 травня 1977             | 8     | 16 → 8  |
| 1/4 фіналу   | 17-19 травня 1977           | 4     | 8 → 4   |
| 1/2 фіналу   | 8-9 червня 1977             | 2     | 4 → 2   |
| Фінал        | 14/29 червня 1977           | 2     | 2 → 1   |

## Перший раунд
| Команда 1                | Рахунок      | Команда 2                |
| ------------------------ | ------------ | ------------------------ |
| 7-8 серпня 1976          |              |                          |
| Карпун (3)               | 1:2          | Ретія (Блуденц) (3)      |
| АШК Зальцбург (3)        | 2:4          | Галлайнер (3)            |
| Єнбах (3)                | 2:3          | Зальцбургер 1914 (2)     |
| Айзенштадт (2)           | 0:2          | Гайд Штоккерау (2)       |
| Флорідсдорфер (3)        | 1:2          | Белерверк (3)            |
| Антонсгоф (4)            | 1:0          | Зіммерингер (2)          |
| Вайдгофен/Іббс (3)       | 1:2          | Вінер Шпорт-Клуб (2)     |
| Арнольдштайн (4)         | 0:2          | Аустрія (Клагенфурт) (2) |
| ШФ Санкт-Файт (2)        | 9:1          | Ліцен (4)                |
| Рудершдорф (4)           | 3:0          | Пінкефельд (3)           |
| Рапід (Лієнц) (4)        | 2:1          | Філлахер (2)             |
| АТУШ Бернбах (4)         | 1:0          | Донавіц (Леобен) (2)     |
| Флавія Солва (4)         | 5:2          | ШКА Санкт-Файт (2)       |
| Газверк (4)              | 0:1          | Кремсер (2)              |
| Герта (Вельс) (3)        | 4:4 пен. 7:6 | Капфенберг (3)           |
| Форвертс (Штайр) (3)     | 0:0 пен. 4:3 | Аматор Штайр (3)         |
| Аустрія (Лустенау) (3)   | 1:1 пен. 5:6 | ВШГ Ваттенс (3)          |
| Вольфсбергер (2)         | 3:0          | АТШВ Вольфсберг (4)      |
| Майргофен (3)            | 1:3          | Шварц-Вайсс Брегенц (2)  |
| Лейтгапродершдорф (4)    | 2:4          | Тульн (2)                |
| Блау-Вайсс Фельдкірх (3) | 0:4          | ФК Дорнбірн (2)          |
| Баденер (3)              | 2:4          | Вінер-Нойштадт (2)       |

## 1/16 фіналу
| Команда 1                | Рахунок      | Команда 2            |
| ------------------------ | ------------ | -------------------- |
| 29 вересня 1976          |              |                      |
| ШФ Санкт-Файт (2)        | 1:0          | Штурм                |
| 26 жовтня 1976           |              |                      |
| ВШГ Ваттенс (3)          | 1:1 пен. 2:3 | Аустрія (Зальцбург)  |
| Ретія (Блуденц) (3)      | 4:1          | Галлайнер (3)        |
| Шварц-Вайсс Брегенц (2)  | 1:0          | Зальцбургер 1914 (2) |
| Аустрія (Клагенфурт) (2) | 0:1          | ЛАСК Лінц            |
| Вольфсбергер (2)         | 1:4          | Грацер               |
| Вінер-Нойштадт (2)       | 1:3          | Ферст Вієнна         |
| Тульн (2)                | 0:1          | Адміра/Ваккер        |
| Рапід (Лієнц) (4)        | 0:4          | ФОЕСТ (Лінц)         |
| ФК Дорнбірн (2)          | 0:1          | Ваккер (Інсбрук)     |
| Рудершдорф (4)           | 1:4          | Аустрія-ВАК (Відень) |
| Белерверк (3)            | 1:2          | Вінер Шпорт-Клуб (2) |
| АТУШ Бернбах (4)         | 1:1 пен. 3:2 | Форвертс (Штайр) (3) |
| Флавія Солва (4)         | 0:2          | Герта (Вельс) (3)    |
| Гайд Штоккерау (2)       | 2:0          | Антонсгоф (4)        |
| Кремсер (2)              | 1:2          | Рапід (Відень)       |

## 1/8 фіналу
| Команда 1               | Рахунок      | Команда 2            |
| ----------------------- | ------------ | -------------------- |
| 1 травня 1977           |              |                      |
| Герта (Вельс) (3)       | 0:3          | Вінер Шпорт-Клуб (2) |
| ШФ Санкт-Файт (2)       | 3:0          | АТУШ Бернбах (4)     |
| Грацер                  | 3:2          | ФОЕСТ (Лінц)         |
| 3 травня 1977           |              |                      |
| Аустрія (Зальцбург)     | 0:0 пен. 3:1 | Гайд Штоккерау (2)   |
| Ваккер (Інсбрук)        | 3:1          | Рапід (Відень)       |
| Аустрія-ВАК (Відень)    | 12:0         | Ретія (Блуденц) (3)  |
| ЛАСК Лінц               | 2:1          | Ферст Вієнна         |
| Шварц-Вайсс Брегенц (2) | 0:3          | Адміра/Ваккер        |

## 1/4 фіналу
| Команда 1            | Рахунок      | Команда 2            |
| -------------------- | ------------ | -------------------- |
| 17 травня 1977       |              |                      |
| Ваккер (Інсбрук)     | 4:1          | ЛАСК Лінц            |
| 18 травня 1977       |              |                      |
| Адміра/Ваккер        | 0:3          | Аустрія-ВАК (Відень) |
| 19 травня 1977       |              |                      |
| ШФ Санкт-Файт (2)    | 1:1 пен. 5:4 | Аустрія (Зальцбург)  |
| Вінер Шпорт-Клуб (2) | 1:0          | Грацер               |

## 1/2 фіналу
| Команда 1            | Рахунок | Команда 2            |
| -------------------- | ------- | -------------------- |
| 8 червня 1977        |         |                      |
| Аустрія-ВАК (Відень) | 3:0     | Ваккер (Інсбрук)     |
| 9 червня 1977        |         |                      |
| ШФ Санкт-Файт (2)    | 1:2     | Вінер Шпорт-Клуб (2) |

## Фінал
| Команда 1            | Заг. | Команда 2            | 1-й матч | 2-й матч |
| -------------------- | ---- | -------------------- | -------- | -------- |
| 14/29 червня 1977    |      |                      |          |          |
| Вінер Шпорт-Клуб (2) | 0:4  | Аустрія-ВАК (Відень) | 0:1      | 0:3      |

### Перший матч
| 14 червня 1977 |

| Вінер Шпорт-Клуб (2) | 0:1      | Аустрія-ВАК (Відень) |
| -------------------- | -------- | -------------------- |
|                      | Протокол | Моралес 71'          |

| Вінер Шпорт-Клуб-Плац, Відень Глядачів: 8 700 Арбітр: Франц Верер |

### Повторний матч
| 29 червня 1977 |

| Аустрія-ВАК (Відень)                | 3:0      | Вінер Шпорт-Клуб (2) |
| ----------------------------------- | -------- | -------------------- |
| Піркнер 4' Прогазка 31' Моралес 89' | Протокол |                      |

| Герхард-Ганаппі-Штадіон, Відень Глядачів: 13 000 Арбітр: Еріх Лінемайр |